# 山田積善
山田 積善（やまだ かつよし 通称: せきぜん、1897年7月25日 - 1976年12月1日）は、法律家、詩吟家。

## 近世吟詠中興の祖
本業は弁護士であったが、己の修養のため若いころから培ってきた詩吟が有識者の耳にとまり、ラジオで放送されたりレコード化されたりで著名となる。その声量と独特な高音の節まわしによる「修養のための詩吟」が知られるようになり、本業の弁護士の傍ら「包容会」を創設、会誌発行とともに後進の指導にも当たった。
　積善は、詩吟は余興や芸能ではなく “祈りであり行（ぎょう）である” として「吟行（ぎんぎょう）」という言葉を用いて指導した。つまり、詩吟は心ある日本人の祈りであり、己を磨き強固な精神を養う修行として吟ぜよ、ということである。世の人は積善をプロの詩吟家と思っている者も多かったが、積善は本業を忘れて詩吟に明け暮れることを大変嫌い、あくまでも生業が第一と論じた。
　しかし戦後は思うところあって、1946年（昭和21年）1月1日のNHKラジオ放送を最後に、放送、レコード吹き込みなどの場からは遠ざかり、詩吟家との会合などにも出席せず、本業の司法の仕事に専念した。それ以来公的な詩吟の場に出ることはなかったが、私的には詩と詩吟を終生愛し、積善を人生の師と仰ぐ周りの者には胸襟を開いて修行と悟りの詩吟を語り合った。
　1976年（昭和51年）12月1日 没。 辞世に
老いさびて今なお夜半に見る夢は 人のまことの情けなりけり 　　積善
とある。 
　没後、積善を信奉する静岡の山田城南の尽力により、日本ビクターに残されていた積善の詩吟原盤から59首をまとめ、『近世吟詠中興の祖－吟聖山田積善遺詠全集』として、LPレコード2枚組で復刻された。

### 積善の人生哲学
積善は己がそうであったように、 “禍を転じて福と為す” ということを強く説いた。積善が戦後「包容会」会員のために書いた『詩吟と人生』に、終戦翌年（昭和21年）3月27日の積善の講演をまとめた次のような文が掲載されているので、ここに転載し、積善書「轉禍為福」の横額も併せて掲げておく。

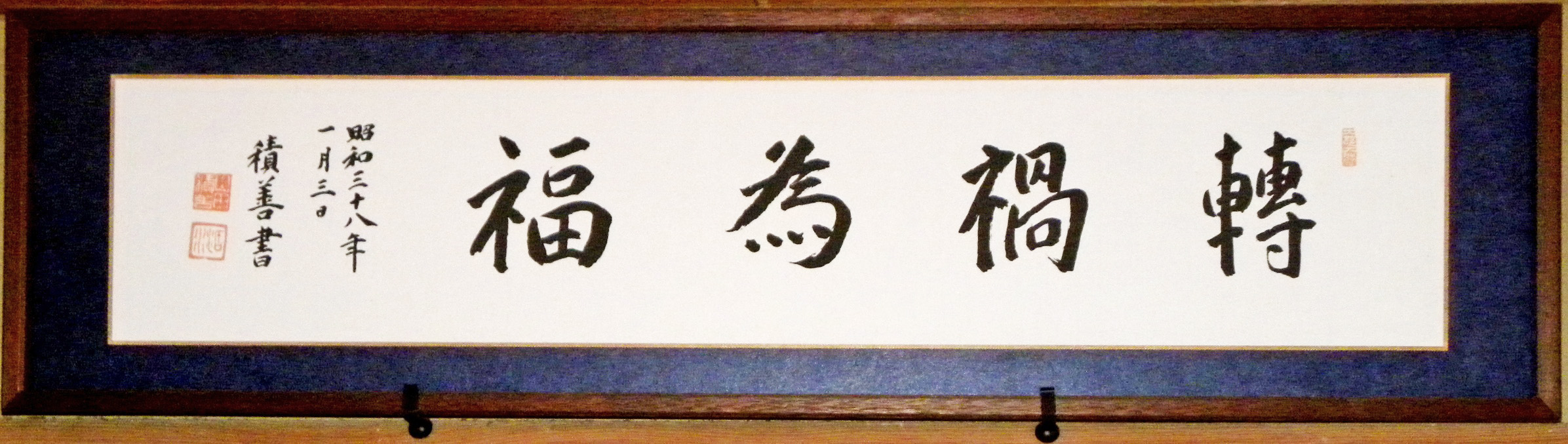
山田積善書
轉禍為福：禍を転じて福と為す

　「若し、私たちが心の中に、月もなく、花もなく、日々、只食うことばかりの人間になりましたら、それは餓鬼道、畜生の道に落ちてしまったので、戦争に負けたばかりでなく、人間戦争にも負けて、人間界から畜生道へ追放されつつあるのだとも言えましょう。 

　私は、この際、是非とも皆様に “禍を転じて福と為す” ということを考えていただきたいのであります。碁をうつ人達も、敗け碁にかえって勝者ありと申します。敗けを敗けとするか、敗けを勝ちに転ずるかは、その人のこゝろ一つであります。 

　敗けを勝ちに転じ、禍を福に転ずるためには、増長、驕慢、無思慮など、間違ったものは直ちにこれを改めねばならぬと同時に、困苦欠乏の中にも、ほゝえみを忘れず、悲惨な敗北の中にも希望を失わず、混乱の中にも理想をすてず、疲弊の中にも元気を振い起こさねばならないので、ございます。 

　長い人類の歴史を考えましても、健全な民族が三年や五年の戦争によって、外なる敵国から亡ぼされるなどということはないのであります。
 
　私は声を大きくして絶叫したい。皆様に警告したい。もし将来、日本を亡ぼすものがある、としましたら、それはわが日本人であります。恐るべき敵は日本人の心の中に巣くって居ります。ほゝえみを忘れた、希望を失った、理想をすてた、元気を振い起すことの出来ない、増長や、驕慢を改めることの出来ない心でございます。
 
　皆様、今日は3月27日、御彼岸も明けまして、梅の花、椿の花、沈丁花、今盛りであります。桃や桜も間もないことと思います。 

　この焼野ヶ原の灰の中から、青々と若葉が出て、咲きかおる花の如く、私達もこのなやみと苦しみとの中から、すこやかに立ちあがりたいものであります。」

## 略歴
山田積善は明治30年、愛媛県喜多郡柳沢村（現大洲市柳沢）の大字柳沢字本郷の宗安寺（曹洞宗）で生まれた。父は和尚であり、母の家系は藩の要職を務めた名門であったが、母は病弱であったため積善が幼い頃病没し、山村のお寺の収入は日々の食事にもこと欠く状態であった。 
　積善は苦学力行し尋常小学校高等科を卒業、県立松山農業学校へ進み新聞配達などのアルバイトをするも、学資が続かず1年で退学せざるを得なかった。しかし、学問への熱情は已みがたく17歳で京都へ出て、新聞配達、牛乳配達、車引きなどをしながら同志社中学夜間部へ通った。 
　その後も苦学は続き東京に上り明治大学法科を卒業、書生をしながら更に勉学に励み、昭和6年に司法試験合格、ようやく弁護士事務所を開いた。戦後は東京家庭裁判所判事、静岡市公証人を務め、昭和42年定年引退した。　
　同志社中学在学中には京都帝国大学内田銀蔵教授（文学博士）の知遇を得た。積善はその恩を終生忘るることなく、内田教授亡きあと夫人を引き取り、生涯面倒を見る孝養を尽くした。

## 祈りと行（ぎょう）
東京明治大学在学中に、宗教家で「道会」会長松村介石の知遇を得、彼の「祈り」「修行」の詩吟は更に研ぎ澄まされ、国民の絶大な支持を受けてラジオ放送やレコード吹き込みでも活躍、介石の熱のこもった講演のあい間に積善が詩を吟じ、国民の心を覚醒させる講演会が相当の期間続いた。ジャーナリストで歴史家政治家でもある徳富蘇峰からも大変な信頼を受け、蘇峰の講演にも付き添って詩を吟じた。
　積善は同志社中学に席を置いたためか新島襄を生涯敬愛しており、蘇峰も同志社の先輩であり、松村介石は初め儒学を学んだがキリスト教の洗礼を受け、王陽明にも傾倒、のちにキリスト教、儒教、老荘思想、日本古来の思想等を融合し、特定の宗教に偏らない儒教的キリスト教を説く「日本教会」を設立した宗教家である。日本教会はその後「道会（どうかい）」と改められ現在に至っている。
　僧門に生まれながらもこのようなキリスト者の薫陶も受け、「祈り・修行」の詩吟に裏うちされた、彼のゆるぎない人生哲学は確立された。

### 包容の詩 (徳富蘇峰作)
積善が主宰した「包容会」の包容の二字は、『聖書』コリント前書13章から取ったと『詩吟と人生』に述べており、徳富蘇峰は会の発会を祝って次の「包容の詩」を贈った。（※コリント前書13章は、パウロ愛の13章ともいわれており、信仰と希望と愛を唱え、その中でも愛が最も大であると説く） 

　　　大空漠漠包千岳　　　大空漠漠　千岳を包み　

　　　滄海茫々容百川　　　滄海茫々　百川を容る　

　　　萬物観来皆自得　　　万物観じ来たれば　皆自得　

　　　包容二字是眞詮　　　包容の二字は　是れ真詮　 

積善は「包容」について、次のように解説している。　 

　包容とは忍辱のことであり、大慈悲のことであり、怨みに報ゆるに徳を以ってするという念願である。 

　他人に着眼せず、他物に着眼せず、己の心に着眼して、一切の善美、醜悪を己の心に帰し、先ず己が善美の心を涵養しようと念願することである。　と
　思うに、これは王陽明心学の真髄に通じている。

## 主な遺詠一覧（悟道の詩吟）
積善は多くの悟道詩を吟じ、今もなおいぶし銀の光を放っているが、そのうちの主な詩を記す。
- 日本の詩

　　　菅原　 道真…九月十日　

　　　新島　 襄　…寒梅　

　　　広瀬　 淡窓…桂林荘雑詠示諸生（休道詩・思親）　

　　　木戸　 孝允…山堂夜坐思亡友　

　　　雲井　 龍雄…贈釈大俊　

　　　釈　　 大俊…佐夜中山懐母　

　　　中江　 藤樹…與諸生見月、百忍詩　

　　　吉村 寅太郎…舟至由良港　

　　　伊達　 政宗…遣興吟　

　　　元田　 永孚…中庸　

　　　頼　　 山陽…冑山歌、泊天草灘　

　　　良寛　　　 …半夜、嵓下水、下翠岑、晩秋、茫々嘯　
 
　　　藤井　 竹外…芳野懐古　

　　　山崎　 闇齋…雨後有感　

　　　佐久間 象山…漫述　
 
　　　徳富　 蘇峰…松下村塾、野花　

- 中国の詩

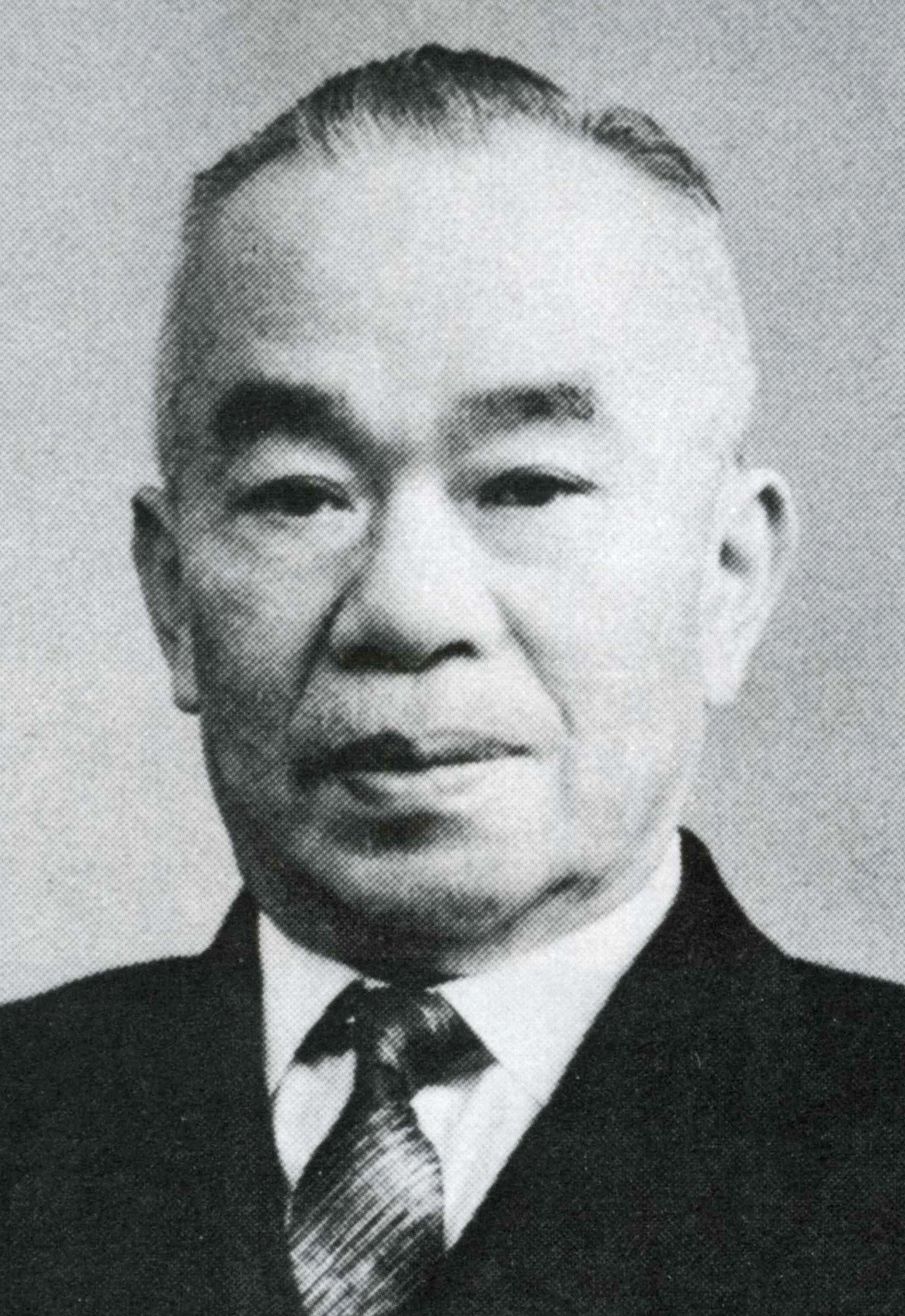
晩年の山田積善

　　　王　 陽明…泛海、啾啾吟、夜坐、詠良知 其三（人人自有定盤針）、山中示諸生 其五（渓辺坐流水）　

　　　韋　 応物…幽居　

　　　真　 山民…山中月　

　　　王　 維　…酌酒与裴迪　

　　　杜　 甫　…貧交行　

　　　李　 白　…峨眉山歌、山中問答、與友人会宿　

　　　高　 啓　…梅花　

　　　程　 明道…秋日偶成　

　　　文　 天祥…過零丁洋、遣興　

　　　韓　 退之…左遷至藍関示姪孫湘　

　　　無門 慧開…平常心　

　　　詩経より …蓼莪、天保九如　

- 晩年は、寒山詩、呂新吾の呻吟語、邵雍の安楽窩中吟、良寛の詩などを好んで吟じた。

## 主な著書
- 私の詩の吟じ方（昭和12年 岩本書店刊）
- 吟詠教材（昭和18年 創生社刊）
- 詩吟と人生（昭和31年 包容会刊）